# مارك لامبرت بريستول
مارك لامبرت بريستول (بالإنجليزية: Mark Lambert Bristol)‏ هو ضابط أمريكي، ولد في 17 أبريل 1868 في غلاسبورو في الولايات المتحدة، وتوفي في 13 مايو 1939 في واشنطن العاصمة في الولايات المتحدة.